# Суплай
Суплай (рум. Suplai) — село у повіті Бистриця-Несеуд в Румунії. Входить до складу комуни Загра.
Село розташоване на відстані 362 км на північ від Бухареста, 38 км на північний захід від Бистриці, 88 км на північний схід від Клуж-Напоки.

## Населення
За даними перепису населення 2002 року у селі проживали 694 особи. Усі жителі села рідною мовою назвали румунську.
Національний склад населення села:
| Національність | Кількість осіб | Відсоток |
| -------------- | -------------- | -------- |
| румуни         | 683            | 98,4%    |
| цигани         | 11             | 1,6%     |